# Dynamenella quilonensis
Dynamenella quilonensis är en kräftdjursart som beskrevs av Pillai 1954. Dynamenella quilonensis ingår i släktet Dynamenella och familjen klotkräftor. Inga underarter finns listade i Catalogue of Life.